# Autoestrada A26
Die Autoestrada A26 oder Auto-Estrada do Baixo Alentejo ist eine Autobahn in Portugal. Die Autobahn beginnt in Sines und endet in Beja, wobei nur der Abschnitt zwischen Sines und Santiago do Cacém fertiggestellt wurde.

## Größere Städte an der Autobahn
- Sines
- Grândola
- Beja